# بيرغيتا والاس
بيرغيتا والاس هي عالمة آثار كندية، ولدت في 1934.